# Giovanni Matteo da Treviso
Giovanni Matteo di Giorgio da Treviso (fl. XV-XVI secolo) è stato un pittore italiano, frescante attivo a Treviso tra la fine del Quattrocento e l'inizio del Cinquecento.
Si conosce ben poco delle sue origini (il padre era un maestro tessitore tedesco) e pressoché nulla della sua formazione. Si può supporre che avesse appreso la tecnica dell'affresco, la decorazione più diffusa sulle facciate dei palazzi trevigiani, nell'ambito della tradizione locale.
La prima notizia sul suo conto è del 24 luglio 1484: in quella data, citato già come pittore, era nell'abbazia di Santa Bona di Vidor presso la camera del commendatario, il vescovo di Feltre Angelo Fasolo. Nel 1488 è documentata per la prima volta la sua bottega di Treviso in contrada San Giovanni in Ripa, condivisa con Girolamo Pennacchi; nello scritto non è indicato come magister, quindi è possibile che all'epoca fosse ancora un giovane garzone.
Nel 1491 sposò Blasia del nobile Antonio Bomben dalla quale ebbe Domenico. Il matrimonio con un'aristocratica dimostra come Giovanni fosse ormai un pittore affermato.
All'inizio degli anni 1490, assieme a Girolamo Pennacchi, realizzò la decorazione di una casa presso la Madonna Granda, ovvero in piazza Santa Maria Maggiore. La cosiddetta "casa di Girolamo" sussiste tutt'oggi e mostra ancora tracce di affreschi recuperate in tempi recenti sotto uno strato di intonaco: si tratta di tre fasce delle quali solo quella superiore spetterebbe a Giovanni. È ornata da una serie di creature fantastiche alternate ad aquile, urne e cornucopie, come voleva la moda antiquaria e classicista dell'epoca.
Tra il 1494 e il 1497 potrebbe aver collaborato, sempre subordinato rispetto a Girolamo Pennacchi, alla decorazione del monumento funebre di Agostino Onigo presso la chiesa di San Nicolò (la paternità degli affreschi è in realtà discussa). A Giovanni resterebbe da assegnare la sola parte ornamentale: la fascia inferiore, raffigurante un fogliame su cui si collocano aquile, uccellini, delfini e arieti, e due clipei monocromi, l'uno con una battaglia, il secondo con creature mitologiche ispirate a un particolare della Pala di San Zeno del Mantegna.
Questo lavoro si accosta a ciò che resta di una decorazione sulla facciata di palazzo Onigo (fasce con motivi fitomorfi e zoomorfi).
Il 21 gennaio 1497 ricevette un pagamento per realizzare una pala con l'Annunziata da collocare sull'altare del Crocifisso nella sagrestia di San Nicolò. Il dipinto è andato perduto ed era incluso in una serie di opere commissionate nel 1494 al Pennacchi. Evidentemente, morto quest'ultimo proprio nel '97, Giovanni aveva raggiunto la piena autonomia professionale; in ogni caso non ruppe i rapporti con la famiglia del maestro, continuando a frequentare suo fratello Pier Maria.
Nel 1503 affrescò la facciata di casa Barisan (detta "casa Rossa"), in piazza Duomo, proprietà di quell'Alvise Barisan che aveva affittato a lui e al Pennacchi la bottega di San Giovanni in Ripa (l'esecuzione fu peraltro segnata da una lite tra l'artista e il nobile). L'edificio è andato distrutto durante il bombardamento del 1944, ma le opere sono state immortalate da alcune fotografie d'epoca: consistevano in due fasce decorative con lo stemma dei Barisan e una fila di ippocampi, tritoni e sirene affrontati.
Documenti successivi attestano la piena attività del pittore, ma di essa non resta nulla. Certamente si trattava di lavori di qualità e impegno minori rispetto a quanto visto sinora.
Va citato un atto del 1505 che ricorda la decorazione di una pala marmorea di Anton Maria del Lago di Como, un tempo esistente nella chiesa di San Giovanni del Tempio (ora San Gaetano); suoi sono anche i resti di affreschi a finte tappezzerie che sussistono sulla parete est dell'edificio. Si aggiunge poi, nel 1513, un gonfalone per la Scuola di San Nicolò da Tolentino, dipinto in collaborazione con Giovanni Giacomo da Padova e andato disperso. Del 1516 sono dei fregi, ormai quasi scomparsi, dipinti sulla facciata della sede della Confraternita del Santissimo Sacramento, dietro la chiesa di San Giovanni Battista. Nel 1521, infine, ricevette un acconto per la decorazione dell'orologio di San Nicolò, anch'esso perduto.
L'ultima notizia sul suo conto è datata 27 marzo 1527: si tratta di una procura che incaricava suo figlio Domenico di riscuotere un'eredità.